# Ulisse contro Ercole
Ulisse contro Ercole è un film del 1962 diretto da Mario Caiano.

## Trama
Ercole cattura Ulisse, proprio mentre stava ritornando a Itaca, per ordine di Zeus.
L'eroe intende consegnarlo a Polifemo, privato della vista dall'eroe molti anni prima, ma durante il viaggio, i due eroi vengono catturati da esseri metà uomini e metà uccelli. Riusciti a scappare, Ulisse viene di nuovo fatto prigioniero, questa volta dai Trogloditi; Ercole continua il suo viaggio e giunge in Grecia dal padre della sua fidanzata Elena per organizzare una spedizione contro il popolo di mostri che ha intenzione di uccidere Ulisse.